# Franklin Held
Franklin Wesley „Bud” Held (ur. 25 października 1927 w Los Angeles) – amerykański lekkoatleta specjalizujący się w rzucie oszczepem. Dwukrotny rekordzista świata (do wyniku 81,75 w 1954). Złoty medalista Igrzysk Panamerykańskich w 1955. Członek amerykańskiej reprezentacji na Igrzyska Olimpijskie w Helsinkach.
Pierwszy człowiek na świecie, który rzucił oszczepem ponad 80 metrów (80,41 8.08.1953 w Pasadenie). Rekord świata pobił oszczepem własnej produkcji. Mimo kontrowersji z tym związanych rekord został uznany.